# Fortaleza San Luis
Fortaleza San Luis is gebouwd op de oostelijke oever van de rivier Yaque del Norte in het zuidelijke deel van het oude Santiago de los Caballeros ter verdediging van stad en de gehele Cibaovallei in de Dominicaanse Republiek. De afbeelding toont de poort en toren in het oostelijke deel van het fort, de stadskant.

## Historie
In eerste instantie was er in 1674 een garnizoensplaats bij de kruising van de huidige Calle del Sol en Calle San Luis.
Vanaf 1802 zijn er voorstellen gedaan voor de bouw van een echt sterk fort op de plaats waar het nu fortaleza San Luis staat en in 1805 werd daarvoor de vergunning gegeven. Het werd een versterkte plaats die daarna vaak niet bewaakt of gebruikt werd.
In 1822 werd in een rapport aan de Britse consul in Port-au-Prince geschreven over twee of drie versterkte plaatsen in Santiago. 
Tijdens de Haïtiaanse bezetting van 1821 tot 1844 is er in Santiago niets gebouwd en na de aardbeving van 1842 ging de aandacht uitsluitend naar de herbouw van de stadsgebouwen.
In de tijd van president Pedro Santana (1853 - 1856) werd de versterking uitgebreid met een commandantenverblijf, een wapenarsenaal en een gebouw ter vervanging van de oude gevangenis die tot 1858 in een overheidsgebouw was ondergebracht.
Er is tot de inauguratie in 1890 regelmatig aan gerestaureerd en gebouwd en totaal ommuurd.
Voor de klokkentoren die door president Heureaux aan Santiago was geschonken kon geen geschikte plaats worden gevonden. Hij werd door de Engelse ingenieur Mr. Bubltwell in het fort gebouwd en was enkele maanden voor de inauguratie klaar.
In 1895 werd nog de houten poort vervangen door een van metaal.
Zelfs tijdens de regering van president Cáceres in 1910, en tussen 1916-1924 als kamp van de US Marines tijdens de bezetting van de Dominicaanse Republiek door de US is het fort nog aangepast.
In 1917 is de klok uit de toren aangepast en is nu van drie kanten te zien.
Het fort heeft in zijn bestaan een belangrijke rol gespeeld bij verschillende operaties, in het bijzonder bij de strijd van de onafhankelijkheid.

## Gebruik
Na restauratie van verschillende onderdelen is het in de beginjaren van de 21e eeuw in gebruik voor verschillende doeleinden.
De AMET heeft kantoren in het zuidelijke deel.
De narcoticabrigade heeft het westelijke deel in gebruik.
In het noordelijke deel is ruimte ingericht voor artistieke opleidingen en een deel als museum.
In het midden van het terrein staat het oude gevangenisgebouw dat grotendeels nog in oorspronkelijke staat verkeert en dienstdoet als ateliers voor kunstenaars.
Verder staan er historische militaire voertuigen en geschut, borstbeelden van bekende Dominicanen, enkele moderne kunstwerken en is er een muurschildering in olieverf over de onafhankelijkheidsstrijd van Santiago in 1844.
Het museum is vrij te bezichtigen en de ateliers van de kunstenaars kunnen worden bezocht als zij aanwezig zijn.

## Galerij
De galerij toont de gebouwen aan de binnenzijde van het fort.

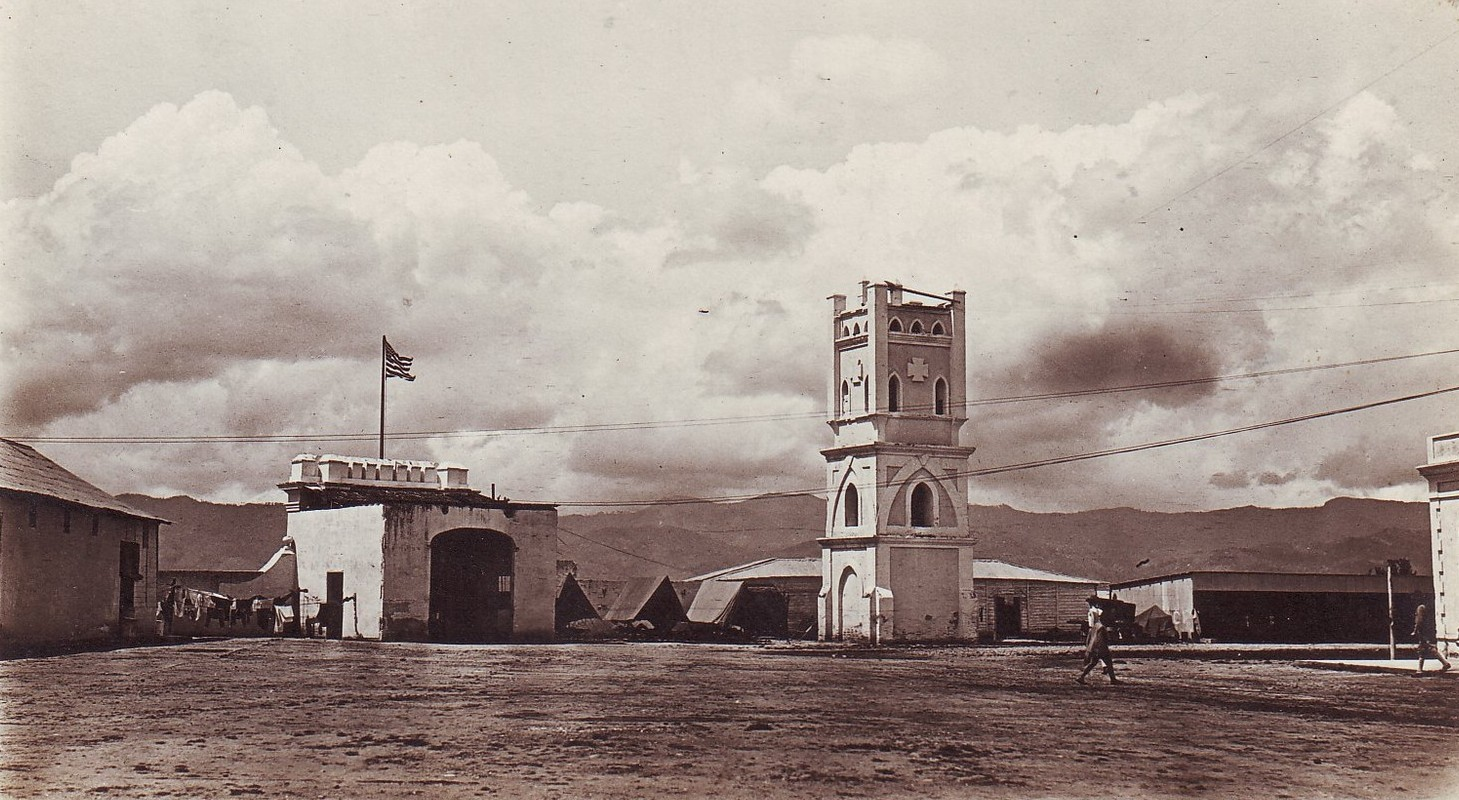
Fortaleza San Luis 1916-1924
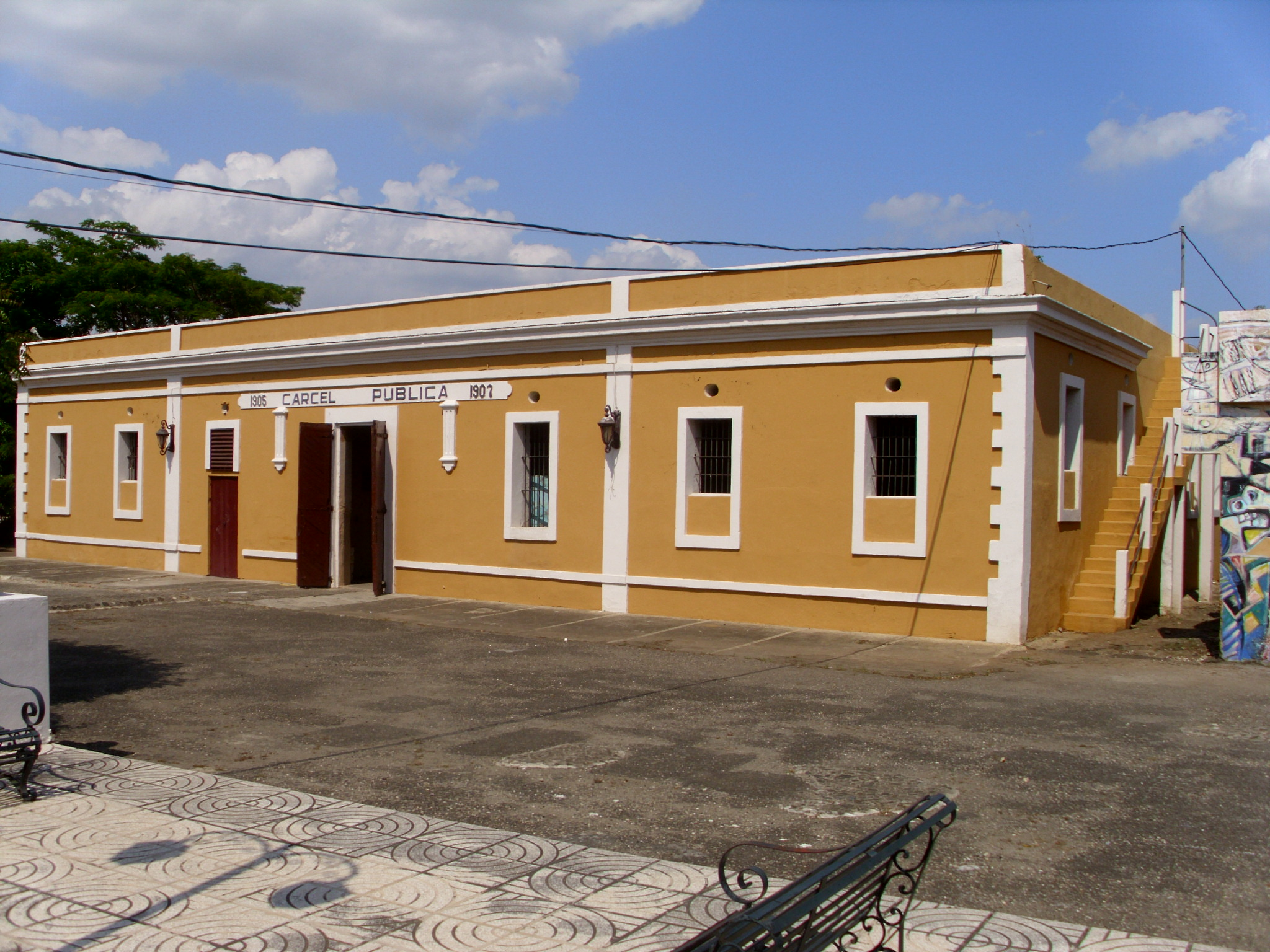
Gevangenis
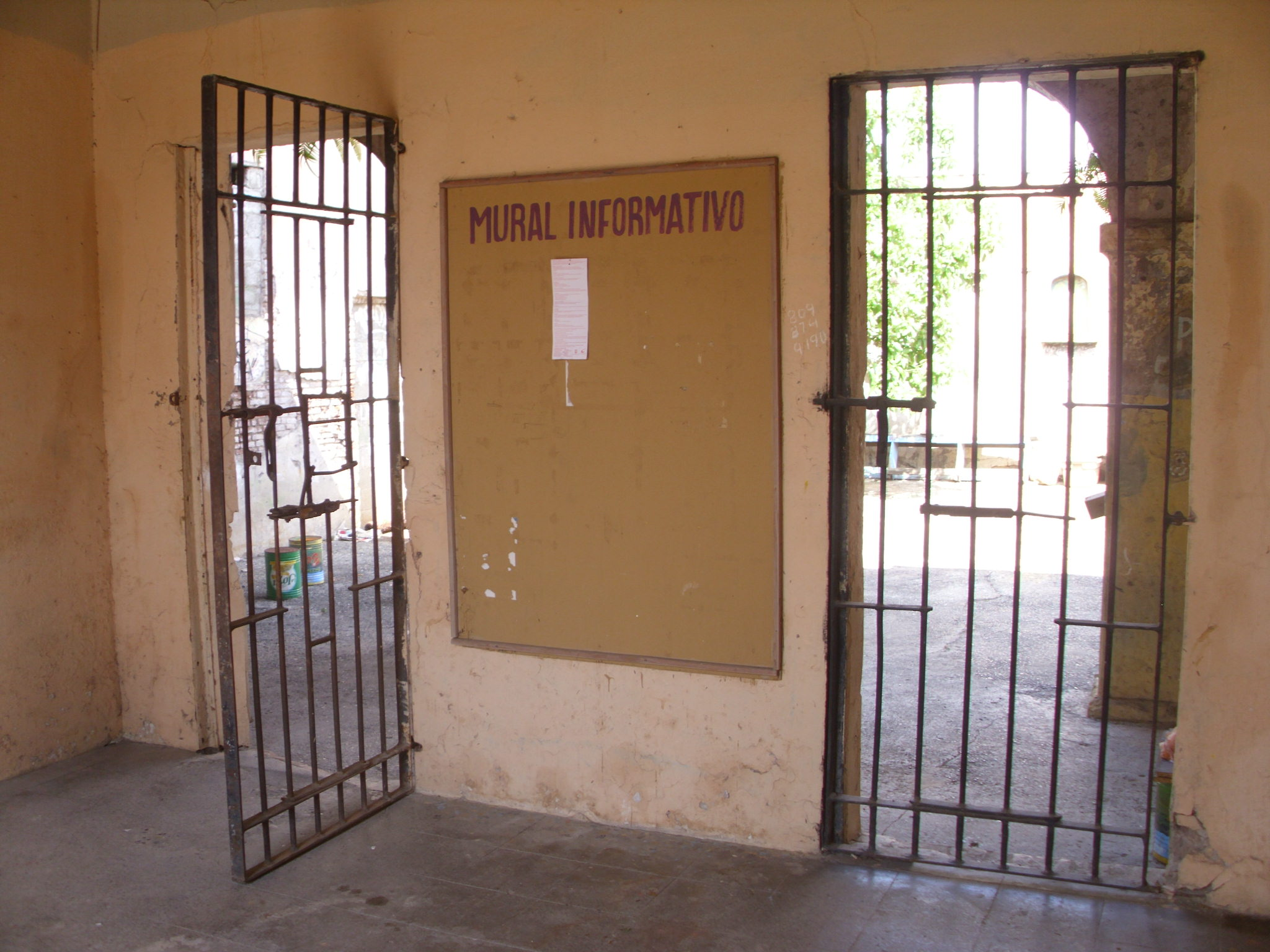
Binnenkant gevangenis
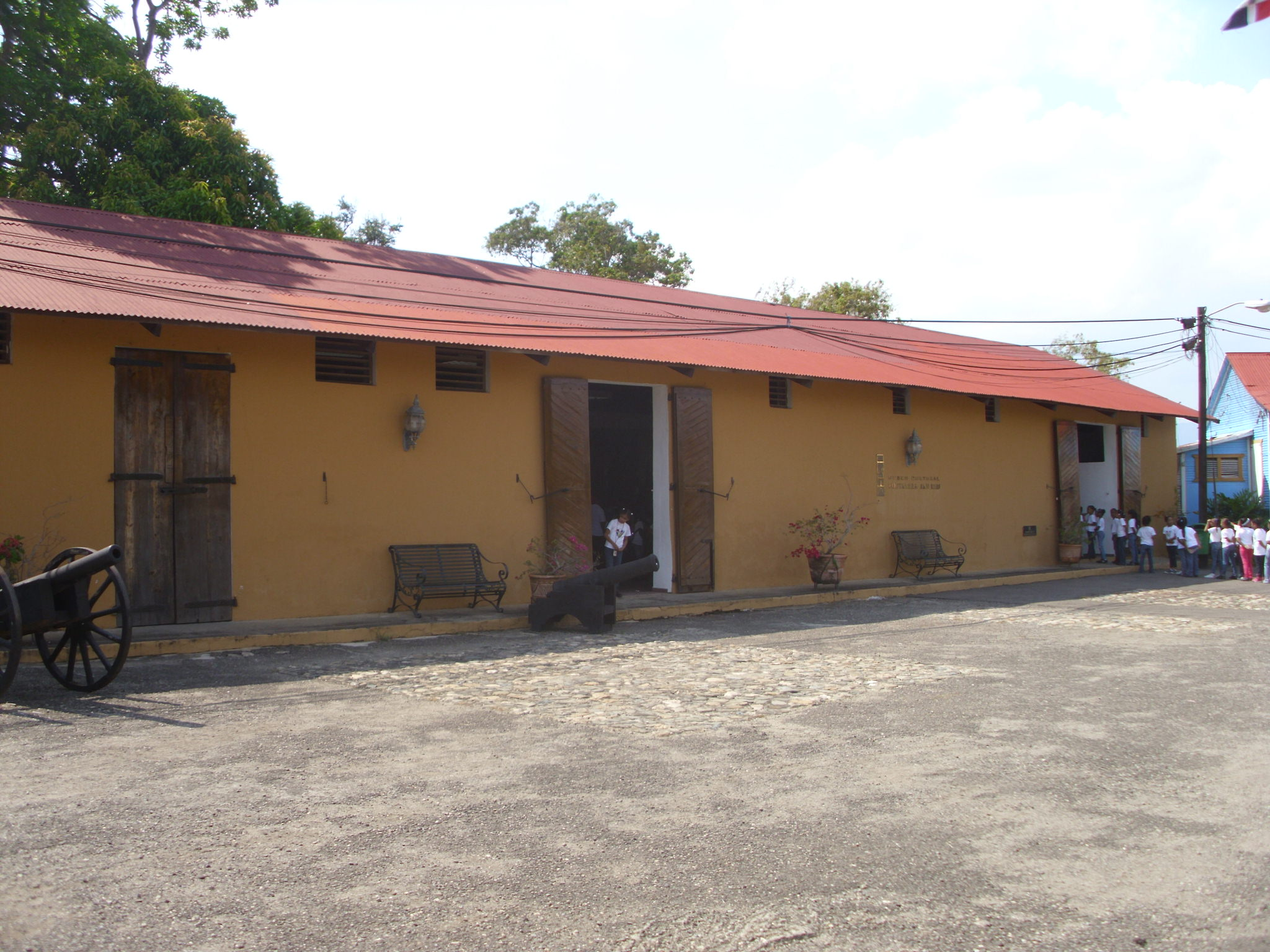
Museum
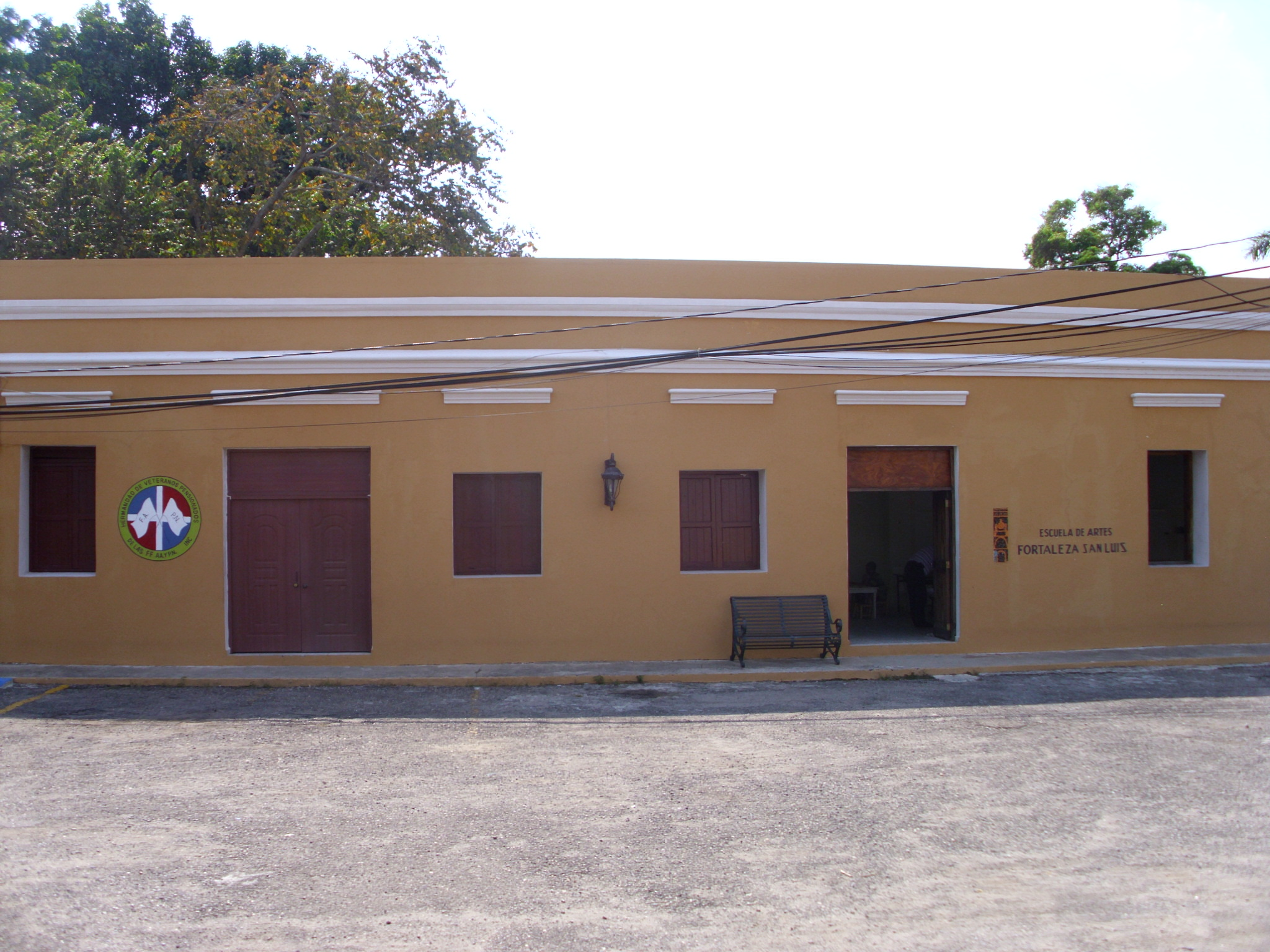
Kunst opleiding
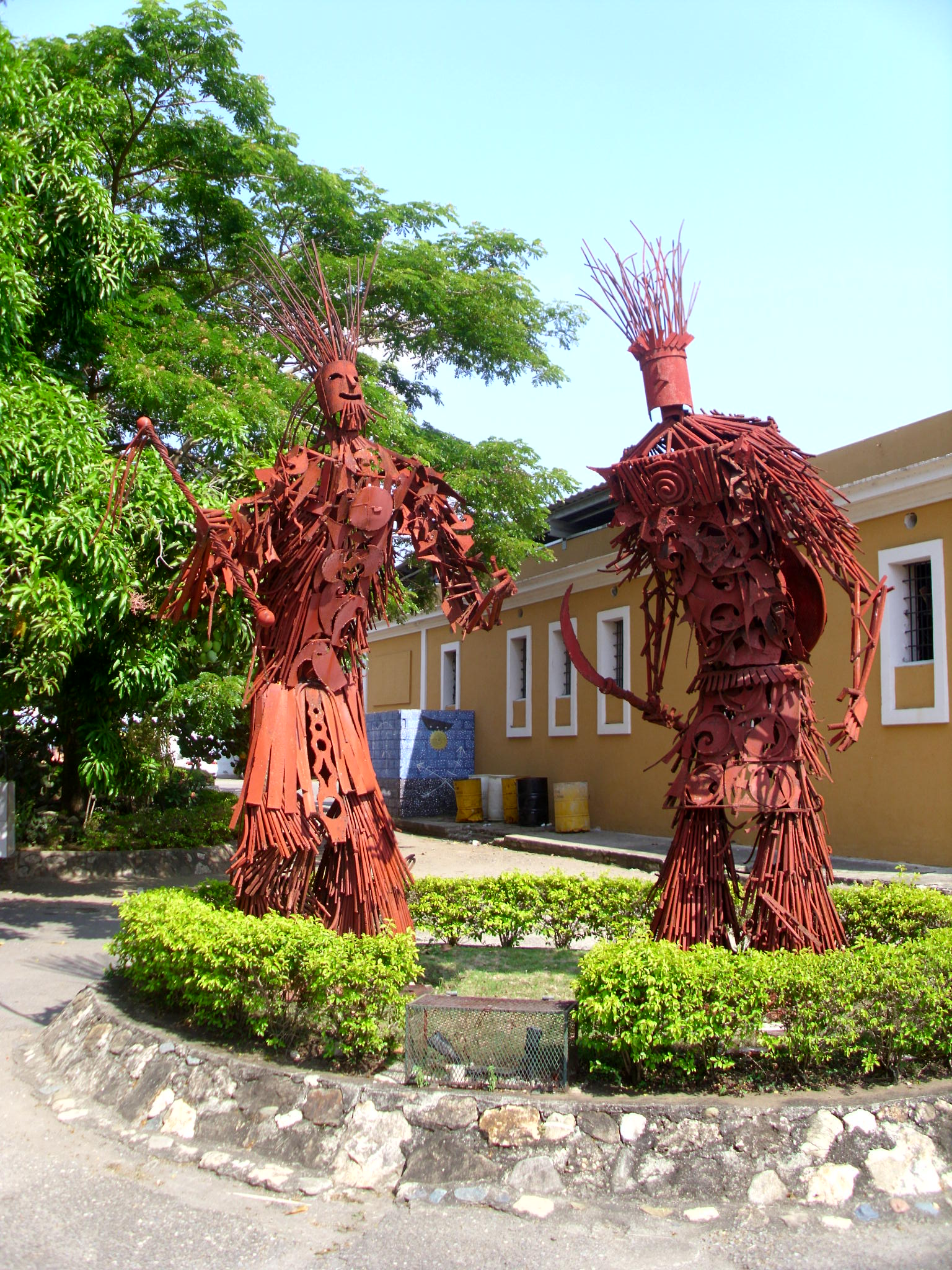
Moderne kunst
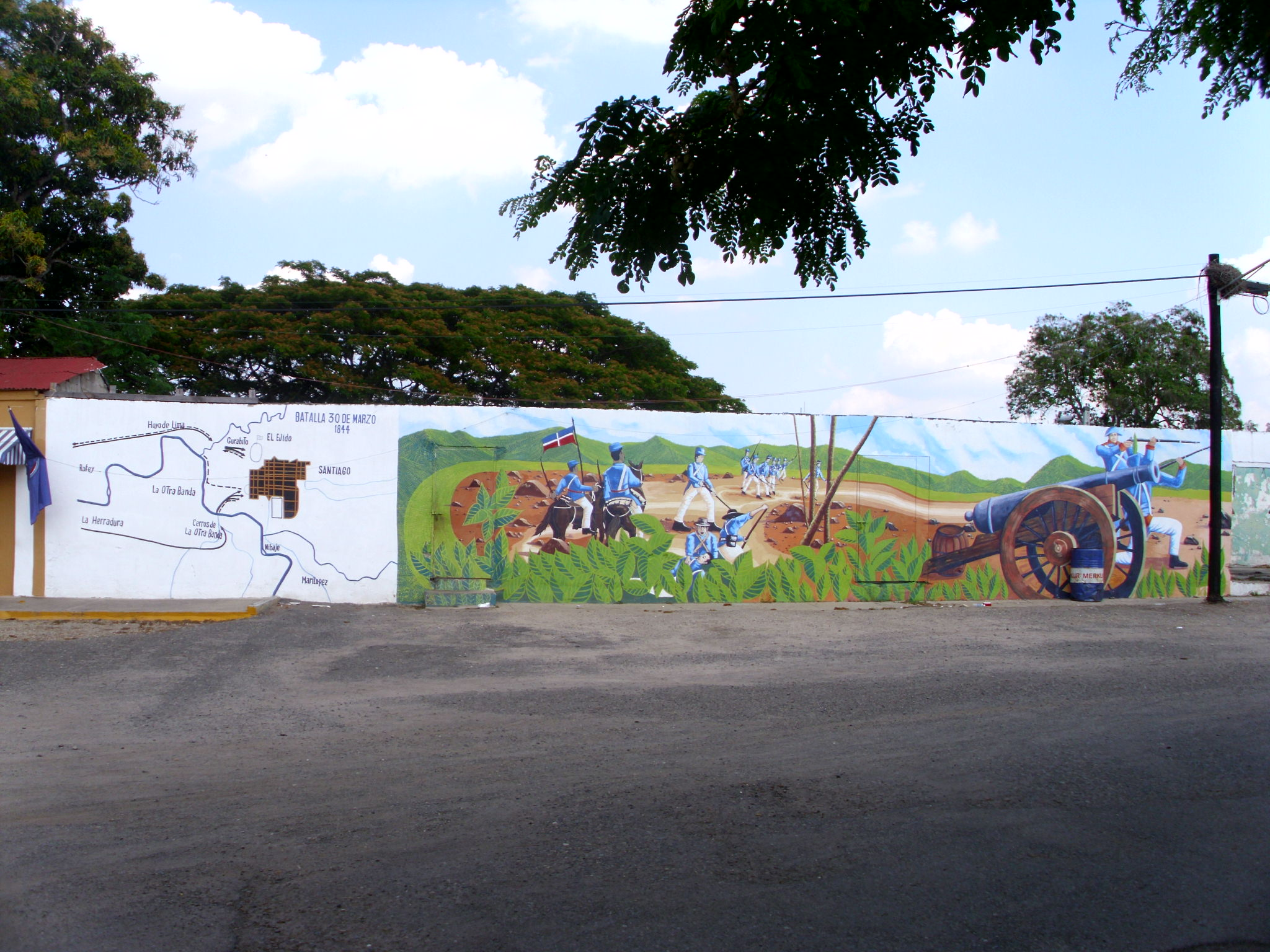
Muurschildering
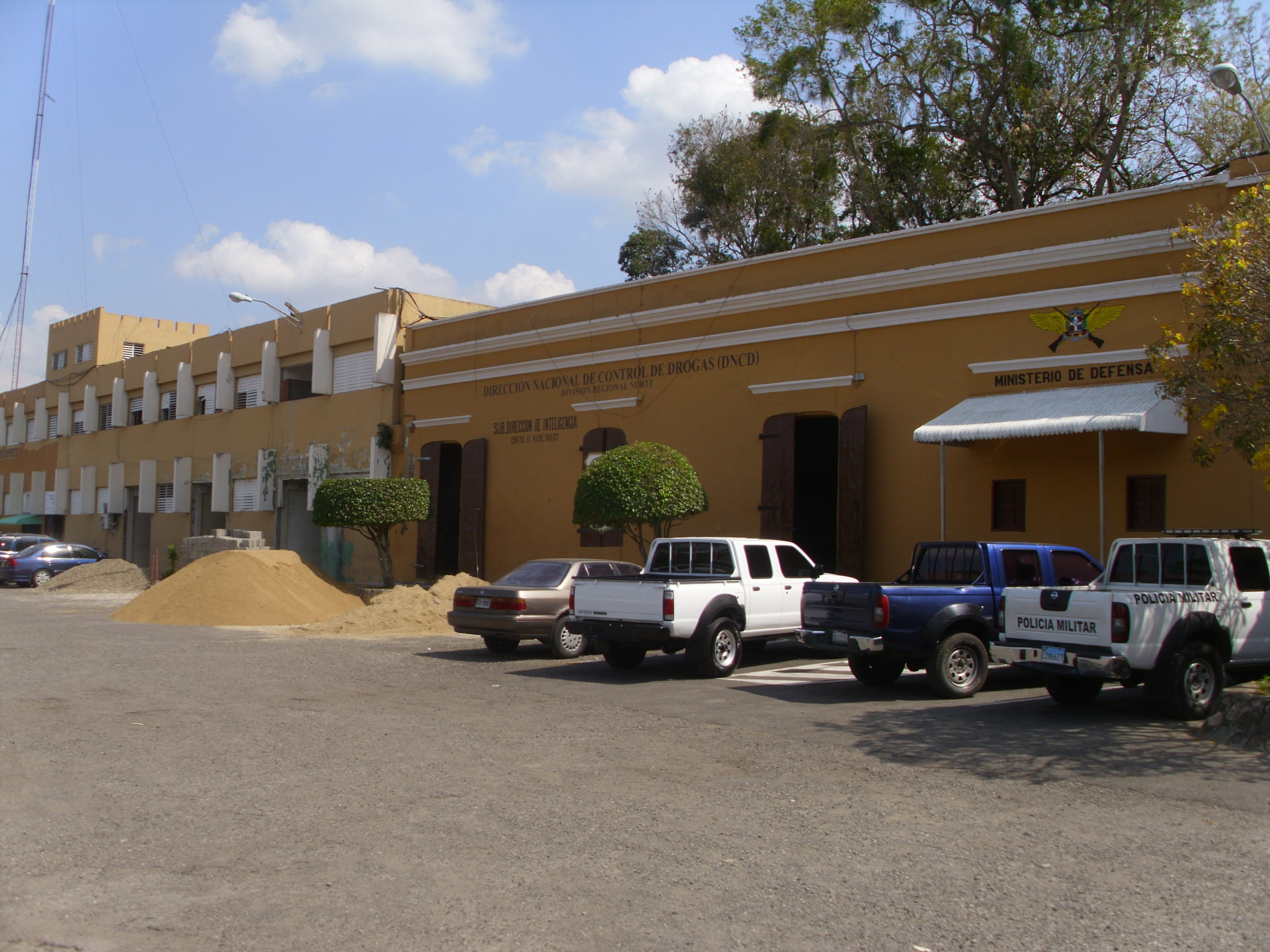
Narcoticabrigade
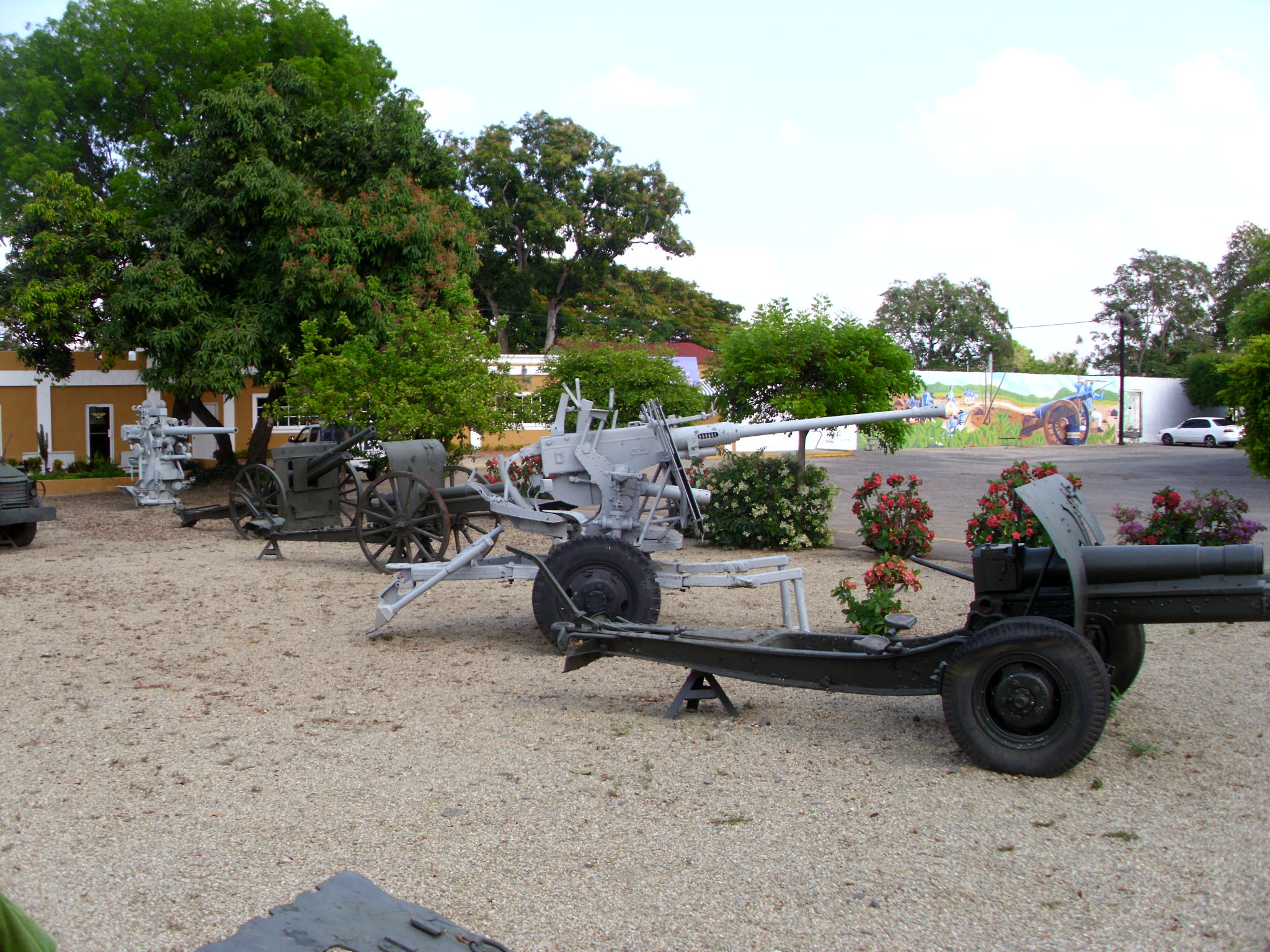
Wapentuig